# Cardionema ramosissima
Cardionema ramosissima är en nejlikväxtart som först beskrevs av Johann Anton Weinmann och fick sitt nu gällande namn av A. Nels. och J.F. Macbr. 
Cardionema ramosissima ingår i släktet Cardionema och familjen nejlikväxter. Inga underarter finns listade i Catalogue of Life.